# Richard A. Searfoss
Richard Alan Searfoss est un astronaute américain né le 5 juin 1956 à Mount Clemens, Michigan et mort le 29 septembre 2018 à Bear Valley Springs, Californie.

## Biographie
Apr̠ès avoir obtenu un diplôme en sciences en génie aéronautique de l'académie de l'USAF en 1978, Searfoss a obtenu une maîtrise en aéronautique de la CalTech, en 1979. Il a ensuite obtenu le grade de Colonel dans l'USAF en tant que pilote de test. Jusqu'en mars 2003, il travaillait comme pilote d'essai au Dryden Flight Research Centre de la NASA, avec le grade de colonel.

## Vols réalisés
- Columbia STS-58 (pilote), lancée le 18 octobre 1993.
- Atlantis STS-76 (pilote), lancée le 22 mars 1996. Troisième amarrage d'une navette américaine à la station Mir. L'astronaute Shannon Lucid reste à bord de la station spatiale russe pour ce qui sera à l'époque le plus long séjour américain en orbite depuis la dernière mission de Skylab, en 1974.
- Vol STS-90 (commandant), lancé le 17 avril 1998. Dernière mission Spacelab.

## Galerie

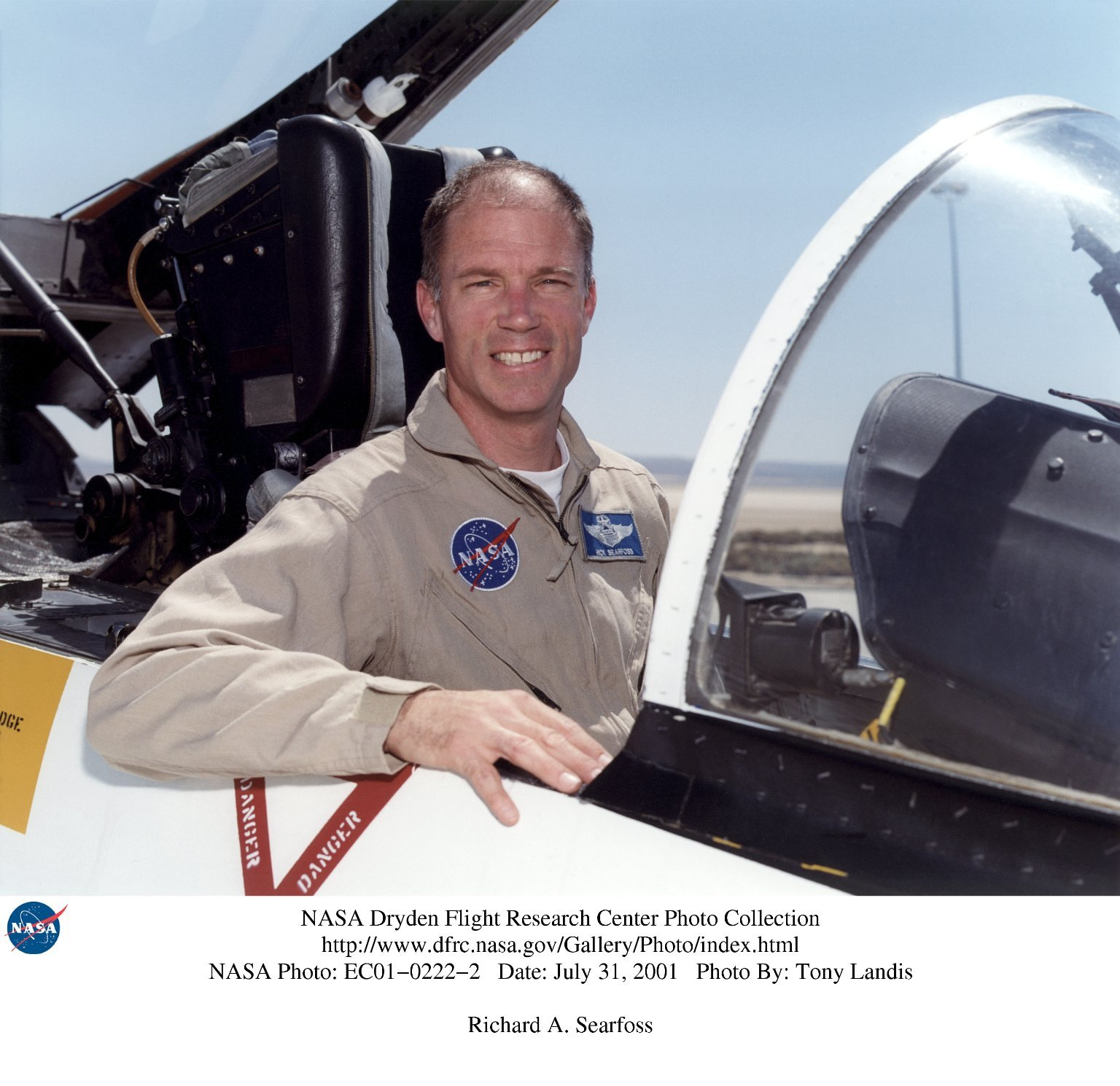
A Dryden.